# Meglena Plugtschiewa
Meglena Iwanowa Plugtschiewa-Alexandrowa (bulgarisch Меглена Плугчиева; * 12. Februar 1956 in Balchik) ist eine bulgarische Politikerin und Diplomatin. Sie war unter anderem stellvertretende Ministerpräsidentin und Botschafterin in Berlin.

## Berufsweg
Meglena Plugtschiewa-Alexandrowa wurde am 12. Februar 1956 in Balchik am Schwarzen Meer geboren. Nach dem Abitur an dem Deutschen Gymnasium in Varna absolvierte sie ein Ingenieurstudium der Forstwirtschaft und Ökologie an der Forstuniversität in Sofia. Nach der Promotion in Agrarwissenschaften 1989 spezialisierte sie sich 1991 in Waldökologie als Stipendiatin der Carl-Duisberg-Gesellschaft an der Fakultät für Forstwissenschaften und Waldökologie der Georg-August-Universität Göttingen. In den Jahren 1994 und 1997 vertiefte sie ihre Kenntnisse in Forstpolitik an der Albert-Ludwigs-Universität Freiburg.
Beruflich war Plugtschiewa-Alexandrowa von 1981 bis 1984 Inspektorin bei der Regionaldirektion für Umweltschutz in Varna. Anschließend war sie stellvertretende Direktorin der regionalen Forstdirektion von Varna. Von 1990 bis 1995 leitete sie die Abteilung für auswärtige Angelegenheiten der Nationalen Forstdirektion. Sie vertrat von 1997 bis 1999 die rheinland-pfälzischen Wirtschaft in Bulgarien und war Beraterin in einem Forstprojekt der GTZ.
Plugtschiewa-Alexandrowa war erstmals von Januar 1995 bis Februar 1997 Abgeordnete des Parlaments und Mitglied der Ausschüsse für Land- und Forstwirtschaft, für Umwelt und Wasser und Vorsitzende der Kommission für das Wasserproblem der Hauptstadt Sofia. Von November 1999 bis Juni 2001 war sie wiederum Mitglied des Parlaments und Mitglied der Ausschüsse für Land- und Forstwirtschaft, Umwelt und Wasser sowie für Außenpolitik. Sie gehörte der Bulgarischen Sozialistischen Partei (BSP) und auch der parlamentarischen Delegation zum Europarat an. Plugtschiewa-Alexandrowa wurde im September 2001 stellvertretende Ministerin für Land- und Forstwirtschaft im Kabinett Sakskoburggotski. Sie war verantwortlich für die Wälder und Forstwirtschaft sowie die Europäische Integration und leitete das Team für Verhandlungen mit der Europäischen Union im Bereich Landwirtschaft.
Am 16. November 2004 wurde Plugtschiewa-Alexandrowa zur außerordentlichen und bevollmächtigten Botschafterin in Deutschland akkreditiert. Wie auch Meglena Kunewa warb sie erfolgreich für den EU-Beitritt Bulgariens. Gesandte und ihre Stellvertreterin an der bulgarischen Botschaft war Elena Schekerletowa, die 2019 dort selbst Botschafterin wurde. Von April 2008 bis Juli 2009 war sie Stellvertreterin von Ministerpräsident Sergei Stanischew. Zu ihrem Verantwortungsbereich gehörte die Überwachung und Koordinierung der Verwendung der Mittel aus der Europäischen Union. Nach dem Wechsel in die Opposition gehörte sie vom 14. Juli 2009 bis Ende Mai 2012 wiederum dem Parlament an. Sie vertrat den Wahlkreis Russe in der Koalition für Bulgarien. Anfang Januar 2010 bewarb sich Plugtschiewa-Alexandrowa für den Posten einer Vizepräsidentin der Europäischen Bank für Wiederaufbau und Entwicklung (EBWE/EBRD). Ministerpräsident Bojko Borissow hatte ihr seine Unterstützung zugesagt.
Plugtschiewa-Alexandrowa wurde im Juni 2012 zur Botschafterin der Republik Bulgarien in der Schweiz und im Fürstentum Liechtenstein ernannt. Am 26. Juni 2012 übergab sie ihr Beglaubigungsschreiben in Bern. Sie übte diese Ämter bis Ende Oktober 2018 aus. Ab dem 26. Januar 2019 bis Ende 2022 war sie außerordentliche und bevollmächtigte Botschafterin in Montenegro.
Mit der Bildung der ersten Interimsregierung Glawtschew war sie 2024 für kurze Zeit außenpolitische Beraterin des Ministerpräsidenten Dimitar Glawtschew.

## Auszeichnungen
Nach dem Verdienstkreuz 1. Klasse im September 2004 erhielt Meglena Plugtschiewa-Alexandrowa im Juni 2008 das Große Verdienstkreuz mit Stern der Bundesrepublik Deutschland. Daneben wurde sie mit dem „Ehrenpreis der deutschen Wirtschaft in Bulgarien für 2008“ und einer Reihe von „Goldenen Ehrenabzeichen“ verschiedener Ministerien Bulgariens ausgezeichnet.

## Privates
Meglena Plugtschiewa-Alexandrowa ist verheiratet und Mutter von zwei Kindern. Sie spricht neben Bulgarisch Deutsch, Englisch und Russisch.